# Rachetă antitanc

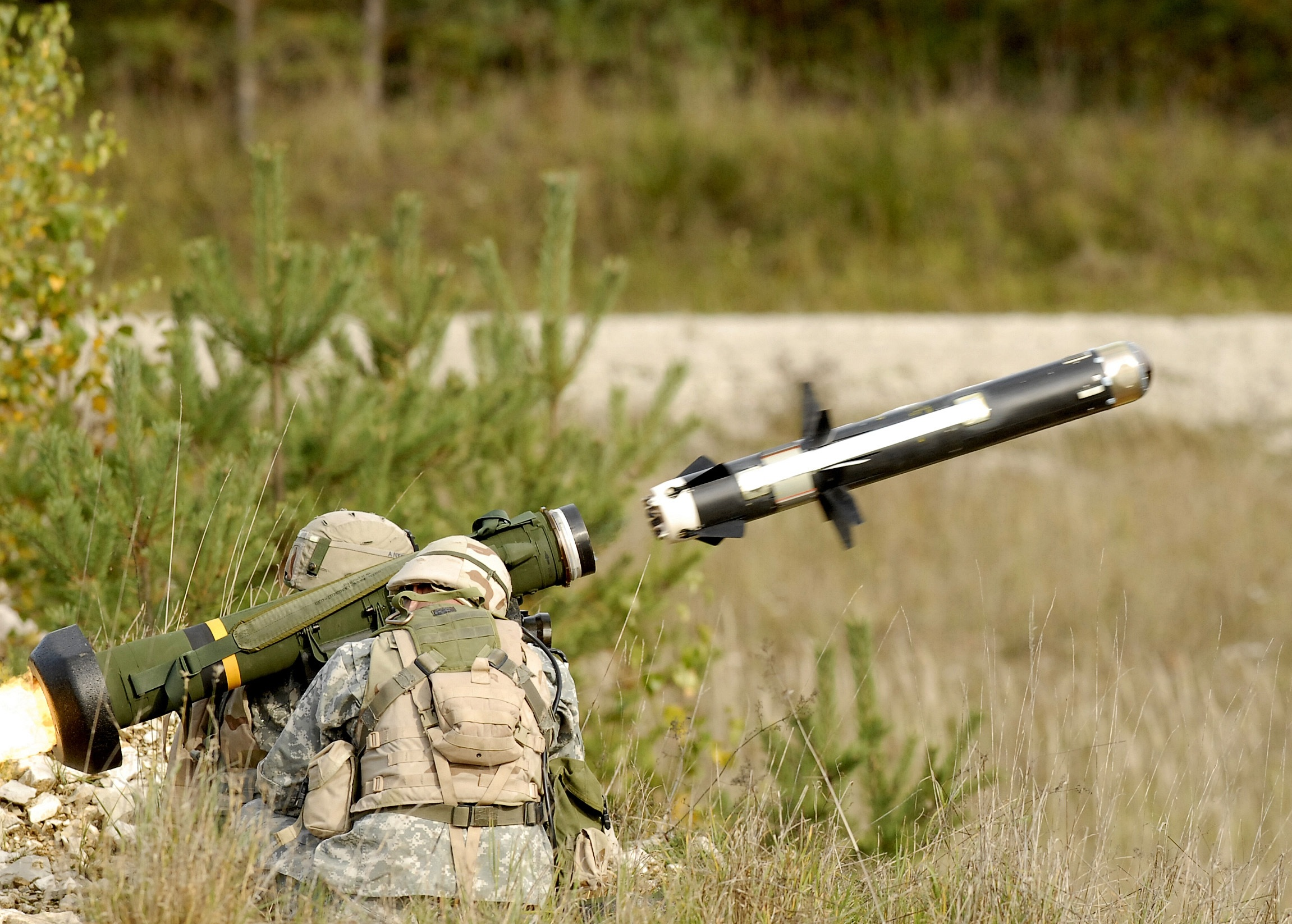
O rachetă antitanc FGM-148 Javelin, utilizată de către soldați americani.

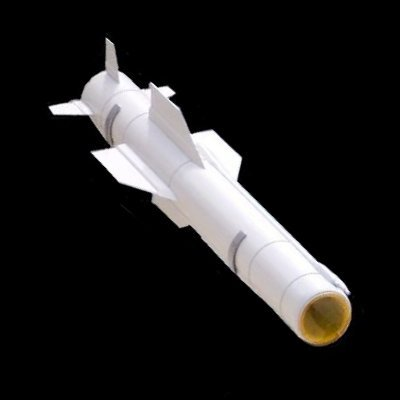
O rachetă PARS 3 LR de tip fire-and-forget a armatei germane.

O rachetă antitanc, denumită și ATGM (din engleză: anti-tank guided missile) sau ATGW (anti-tank guided weapon) este o rachetă ghidată a cărei misiune principală este distrugerea tancurilor și a altor tipuri de vehicule blindate.

## Caracteristici generale
O rachetă antitanc este în general identificată cu inscripția ATGW, însă, contrar a ceea ce se poate gândi, nu este o definiție care să considere în mod explicit doar rachetele. De fapt, aceasta înseamnă "anti-tank guided weapon" sau "armă antitanc ghidată".
Rachetele antitanc pot avea diferite dimensiuni, de la cele care pot fi transportate de un singur soldat și cu care se poate trage direct de pe umăr, până la cele care sunt așezate pe trepied și, prin urmare, necesită o echipă întreagă pentru a fi transportată și folosită, pe vehicule de pământ sau aeriene.
Introducerea în scenariile de război moderne a rachetelor mici și portabile antitanc, dar cu un focos mare, a dat infanteriei șansa de a distruge orice tanc la o distanță mare, de obicei de la prima încercare. Armele antitanc anterioare, cum ar fi puștile antitanc sau minele antitanc magnetice, au avut un nivel scăzut de penetrare și era necesară o mare apropiere de țintă a utilizatorului.

## Istorie

### Al doilea război mondial
Istoria rachetelor antitanc începe cu studiile germane în timpul celui de-al doilea război mondial. Era nevoie de o mare putere distructivă pentru a fi lovite și distruse noile tancuri, datorită blindajelor lor puternice. În cazul în care primele tancuri aveau adesea un blindaj cu o grosime de 20-30 mm, la mijlocul războiului acestea puteau depăși chiar 100 mm, adesea cu plăci înclinate. Tunurile tancurilor folosite la începutul războiului erau acum ineficiente, chiar și la distanțe scurte sau zero, dar, în timp ce tancurile nu aveau prea multe probleme să-și actualizeze echipamentul, situația unităților de infanterie antitanc era mult mai gravă. De fapt, în timp ce tunurile de 37 mm cântăreau adesea mai mult de 400 kg, cele de 75 mm puteau ajunge la 1500 kg, iar cursa către puterea de foc tot mai mare a dus la producerea de tunuri cu calibre de 88-90 mm, cu greutăți de ordinul a 3-4 tone.
Problema putea fi rezolvată numai prin instalarea de arme antitanc pe vehicule blindate numite "vânători de tancuri", cum ar modelele germane "Jagdpanzer" sau cele americane "Tank Destroyer", dar greutatea și costul acestora, precum și dificultatea de a obține aceste vehicule puternice pretutindeni a făcut imposibil faptul de a se baza numai pe vehiculele antitanc blindate sau cele mecanizate.
Astfel, infanteria avea nevoie de arme antitanc  portabile , dar "pușca" antitanc, cealaltă armă disponibilă la începutul războiului, era în mare măsură ineficientă împotriva tancurilor medii sau grele. Ea putea să străpungă aproximativ 30 de milimetri de oțel, dar cântărea zeci de kilograme și nu avea o capacitate de distrugere ridicată, pe lângă faptul că avea nevoie de gloanțe de tungsten, un material scump. Soluția concepută inițial a fost crearea de rachete cu "încărcătură goală", cum ar fi arma americană "Bazooka" sau cea germană Panzerfaust, dar aceste rachete, în ciuda puterii, nu aveau rază și precizie prea bună.
Ulterior, în Germania a fost realizate rachete antitanc ghidate, cu studii derivate de la X-1 aer-aer; ca și în cazul tuturor rachetelor antitanc ghidate succesive, foloseau o încărcătură goală (HEAT), considerată cea mai bună pentru armele ușoare de viteză redusă. Cu toate acestea, războiul s-a încheiat înainte de finalizarea acestor studii.

### După război
În perioada postbelică, puștile și tunurile antitanc dispăruseră, în arsenal mai rămaseră lansatoarele de rachete antitanc și tunurile noi fără recul, capabile de performanțe interesante, dar cu o distanță de acțiune de aproximativ 1 km și cu greutate considerabilă. Lansatoarele de rachete aveau și o flacără excesiv de mare în spate în timpul tragerii, ceea ce le făceau vizibile foarte ușor. Cel mai cunoscut din această perioadă este lansatorul american 106mm M40, cântărind 200 kg; cel sovietic SPG-9 fora aproape la fel, dar deținea avantajul de a cântări numai 60 kg. De asemenea, acesta fost utilizat, după modificări adecvate, pentru BMP-1 și BMD-1.

### În prezent
Capacitatea (și costul) rachetelor antitanc a crescut foarte mult cu armele ghidate cu laser (atât semi-active, cât și cele cu fascicul), cu dezvoltarea celor Hellfire, supersonice pentru cea mai mare parte a profilului de zbor, dar prea greu pentru infanterie.
Cele mai recente evoluții includ Javelin, o armă cu auto-control IR ghidat de un senzor sofisticat. Acesta atacă într-un mod "fire and forget", iar dacă operatorul trebuie să fie împreună cu racheta înainte de lansare, arma poate ataca fără nici o îndrumare externă, cum ar fi rachete IR aer-aer. Tehnologia utilizată împotriva țintelor la sol este mult mai sofisticată, datorită necesității de a nimeri bine ținta.

## Vezi și
- Pușcă antitanc
- Tun antitanc